# Jean-Claude Mézières
Jean-Claude Mézières, född 23 september 1938 i Saint-Mandé i Val-de-Marne, död 23 januari 2022, var en fransk serieskapare. Tillsammans med barndomsvännen och författaren Pierre Christin var han upphovsman till den populära och inflytelserika science fiction-serien Linda och Valentin (skapad 1967 och mestadels färglagd av hans syster Évelyne Tranlé). Ibland anges han som serietecknare endast med sitt efternamn, och under sin tidiga karriär använde han ofta signaturen JC Mézi.
Mellan 1967 och 2013 tecknade han 22 albumhistorier av Linda & Valentin, till manus av hans ständige kompanjon Pierre Christin. Serien introducerade en ny typ av äventyrsserier, med mer samhällskritik. Under seriens fem decennier behandlades återkommande kulturskillnader, könsroller, pengar och liknande samhällsfenomen.